# Euregio Egrensis (Radweg)
Der Euregio Egrensis ist ein 529 km langer Radwanderweg, der durch Bayern, Thüringen, Sachsen und Böhmen führt. Er ist auch unter der Bezeichnung Radfernweg Bayern–Thüringen–Sachsen–Böhmen bekannt. Der Radfernweg Bayern–Böhmen ist ein Folgeprojekt und wird ebenfalls unter dem Namen Euregio Egrensis beworben.

## Geschichte
Der Radfernweg wurde im Jahr 2000 eingeweiht und ist nach der gleichnamigen Euroregion benannt. Egrensis ist das Adjektiv von Egra, der lateinischen Bezeichnung für die Stadt Eger, die tschechisch Cheb heißt und im Zentrum der Euroregion liegt.

## Verlauf
Der Radfernweg ist durchgehend mit einem eigenen Symbol markiert und verläuft durch Fichtelgebirge, Frankenwald, Thüringer Schiefergebirge, Thüringisches und Sächsisches Vogtland, Erzgebirge (Krušné Hory), Falkenauer Becken (Sokolovská pánev) und Kaiserwald (Slavkovský les) über folgende Etappen:

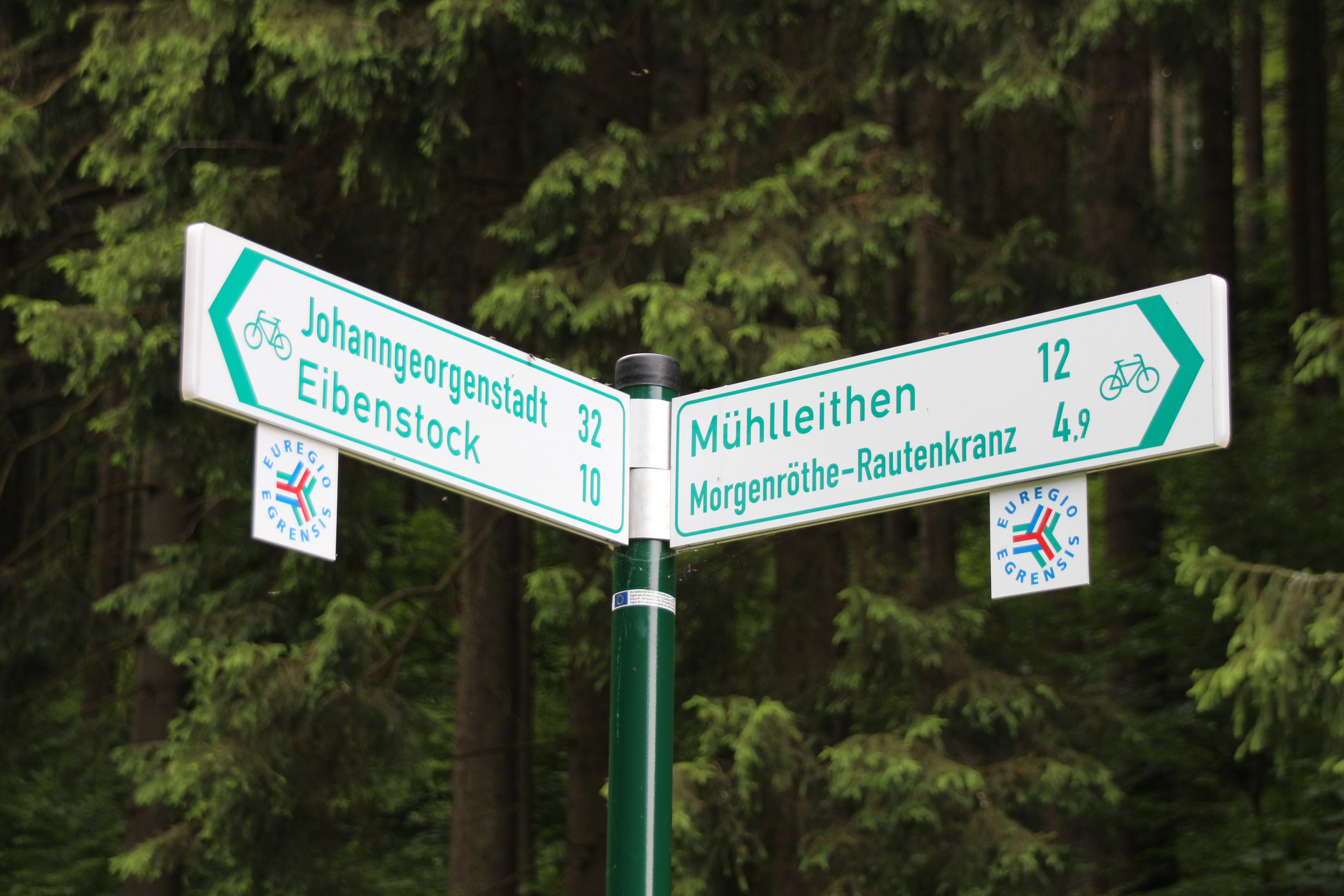
Wegweiser im Erzgebirge

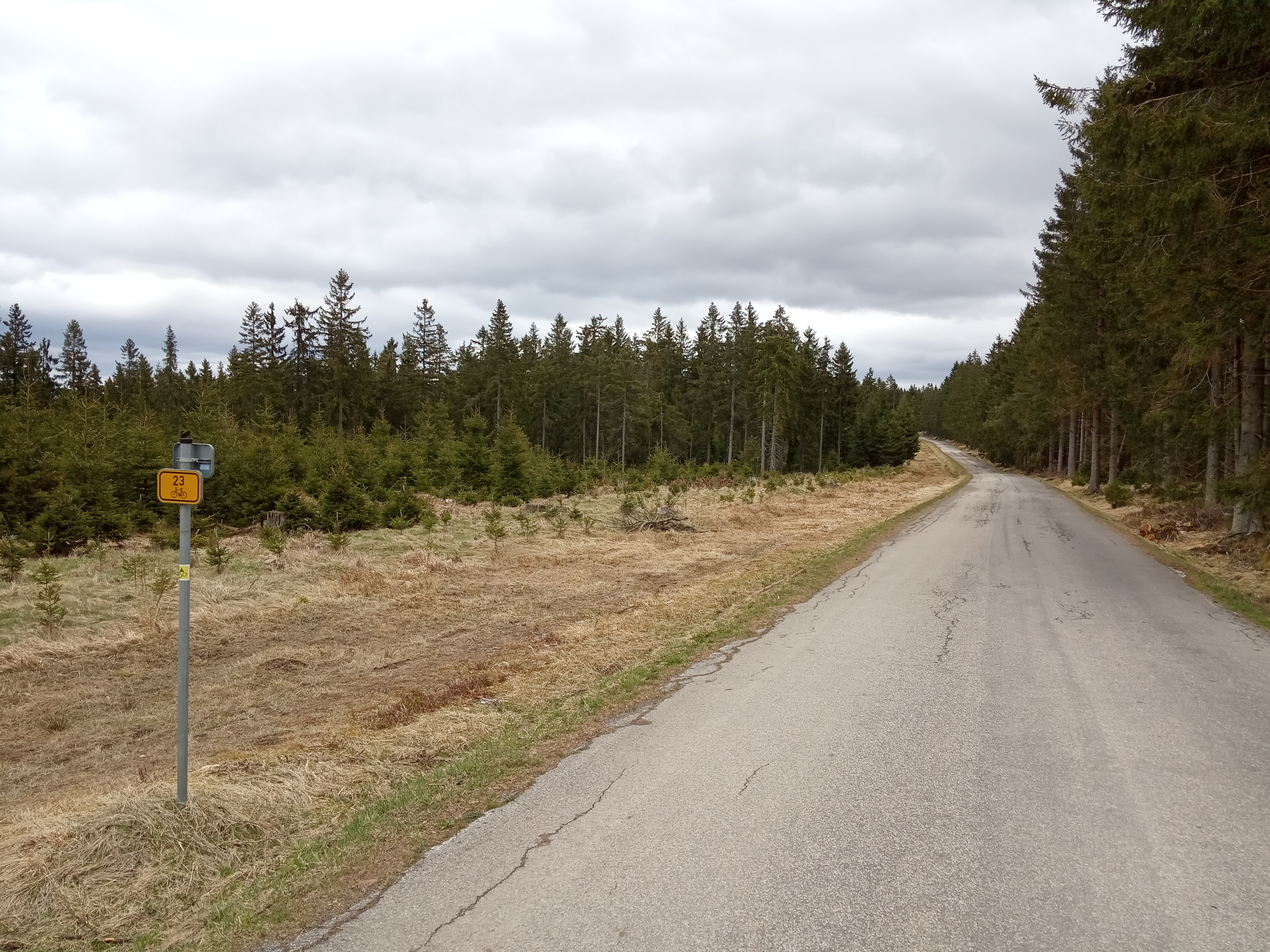
Abschnitt des Weges in Böhmen, bei Horní Blatná

- Marktredwitz – Fichtelberg (26 km)
- Fichtelberg – Wirsberg (42 km)
- Wirsberg – Presseck (21 km)
- Presseck – Bad Steben (41 km)
- Bad Steben – Saalburg (36 km)
- Saalburg – Zeulenroda (44 km)
- Zeulenroda – Greiz (34 km)
- Greiz – Plauen (34 km)
- Plauen – Morgenröthe-Rautenkranz (46 km)
- Morgenröthe-Rautenkranz – Johanngeorgenstadt (33 km)
- Johanngeorgenstadt – Máriánská (Mariasorg) (31 km)
- Máriánská – Karlovy Vary (Karlsbad) (42 km)
- Karlovy Vary – Bečov nad Teplou (Petschau) (32 km)
- Bečov nad Teplou – Mariánské Lázně (Marienbad) (35 km)
- Mariánské Lázně – Neualbenreuth (36 km)
- Bad Neualbenreuth – Marktredwitz (48 km)

## Öffentliche Verkehrsmittel
Der Radfernweg verläuft innerhalb des Liniennetzes des sogenannten EgroNet. Dafür gibt es das EgroNet-Ticket, ein spezielles Nahverkehrsticket, welches bereits die Mitnahme eines Fahrrades einschließt und auf fast allen Eisenbahn- und Busstrecken der Region anerkannt wird.